# 本名信行
本名 信行（ほんな のぶゆき、1940年5月6日 - 2022年10月21日）は、日本の英語学者。

## 人物・来歴
東京都生まれ。青山学院大学大学院英文科修士課程修了。青山学院大学国際政治経済学部教授。2009年定年退職、名誉教授。英語学、社会言語学、言語政策学、国際コミュニケーション研究専攻。

## 著書
- 『英字新聞の読み方 生きた英語と知識・情報の宝庫』有斐閣新書) 1982.3
- 『アジアをつなぐ英語 英語の新しい国際的役割』アルク新書) 1999.4
- 『世界の英語を歩く』集英社新書 2003.11
- 『国際言語としての英語 世界へ展開する大学院eラーニングコースの研究開発』本名信行著, 松田岳士共編. アルク, 2005.3
- 『英語はアジアを結ぶ』玉川大学出版部, 2006.3
- 『English as a multicultural language in Asian contexts : issues and ideas』くろしお出版 2008.9
- 『国際言語としての英語 文化を越えた伝え合い』冨山房インターナショナル, 2013.5
- 『多文化共生時代に学ぶ英語』玉川大学出版部, 2022.9

### 共編著
- 『新英文手紙の書き方』大橋義昌共著. 有斐閣, 1980.9
- 『タイム&ニューズウィークに挑戦』山口正俊共著. 有斐閣選書, 1984.1
- 『日本文化を英語で説明する辞典』ベイツ・ホッファ共編. 有斐閣, 1986.5
- 『日本人の考え方を英語で説明する辞典』ベイツ・ホッファ共編. 有斐閣, 1989.3
- 『アジアの英語』編. くろしお出版, 1991.9
- 『新しい日本観・世界観に向かって 日本における言語と文化の多様性』ジョン・C.マーハ共編著. 国際書院, 1994.2
- 『異文化理解とコミュニケーション 1　ことばと文化』秋山高二,ベイツ・ホッファ,竹下裕子共編著 三修社, 1994.6
- 『異文化理解とコミュニケーション 2　人間と組織』ブルックス・ヒル,ベイツ・ホッファ、竹下裕子, 秋山高二共編著 三修社, 1994.9
- 『21世紀の国際コミュニケーション』狩野良規共編著. 三省堂, 1999.3
- 『アジアにおける日本語教育』岡本佐智子共編. 三修社, 2000.5
- 『異文化コミュニケーションへの道』Andy Kirkpatrick, Sue Gilbert. 共著. 三修社, 2001.2
- 『事典アジアの最新英語事情』編・著. 大修館書店, 2002.12
- 『アジア英語辞典』編著. 三省堂, 2002.6
- 『英語で発信する日本文化』Bates Hoffer,田嶋ティナ宏子共著. ピアソン・エデュケーション, 2003.2
- 『異文化をつなぐ英語』Andy Kirkpatrick 共編著. 郁文堂, 2004.4
- 『ことばと文化』 (異文化理解とコミュニケーション) ベイツ・ホッファ, 秋山高二, 竹下裕子共編著. 三修社, 2005.9
- 『人間と組織』 (異文化理解とコミュニケーション) 秋山高二, 竹下裕子, ベイツ・ホッファ, ブルックス・ヒル共編著. 三修社, 2005.9
- 『スピーチ・プレゼン・ディベートに使える英語表現集 アレンジ自在!』竹下裕子 共著. ナツメ社, 2007.12
- 『共生社会の異文化間コミュニケーション 新しい理解を求めて』ベイツ・ホッファ,竹下裕子共編著. 三修社, 2009.3
- 『国際言語環境の認識と対応 企業・行政における国際言語管理の考え方』 (青山学院大学総合研究所叢書) 猿橋順子共著. アルク企画開発部, 2010.3
- 『英語で日本を語るための辞典』ベイツ・ホッファ共著. アスク出版, 2010.9
- 『手話コミュニケーションと聴覚障害児教育』 (全通研学校講義集 手話を学ぶ人たちの学習室) 若狭妙子共著. 文理閣, 2011.2
- 『国際言語管理の意義と展望 企業、行政における実践と課題』 (青山学院大学総合研究所叢書)猿橋順子, 竹下裕子, 米岡ジュリ,齋藤智恵, 松本明子,柴田亜矢子共著. アルク企画開発部, 2011.3
- 『英語教育学大系 第2巻　英語教育政策 世界の言語教育政策論をめぐって』矢野安剛,木村松雄,木下正義共編 大修館書店, 2011.7
- 『グローバル化社会の英語を考える』竹下裕子, James D'Angelo 共著. 金星堂, 2012.1
- 『企業・大学はグローバル人材をどう育てるか 国際コミュニケーションマネジメントのすすめ』竹下裕子,三宅ひろ子,間瀬幸夫共編. アスク出版, 2012.12
- 『手話を学ぶ人のために もうひとつのことばの仕組みと働き』加藤三保子共著. 全日本ろうあ連盟, 2017.8
- 『This is my presentation! 動画を活用する英語プレゼンテーションの基礎』竹下裕子, Anthony Allan 共著. 桐原書店, 2018.12
- 『アクロス・カルチャーズ 異文化間コミュニケーションのための総合英語』Andy Kirkpatrick, 竹下裕子共著. 三修社, 2018.2
- 『Q&Aでわかる中国人とのつき合いかた』羅華共著. 大修館書店, 2018.4
- 『世界の英語・私の英語 多文化共生社会をめざして』竹下裕子共編著. 桐原書店, 2018.8
- 『新アジア英語辞典』竹下裕子共編著, SHARMA Anamika, 田嶋ティナ宏子,小張順弘著. 三修社, 2018.8
- 『日本人のためのインド英語入門 ことば・文化・慣習を知る ビジネスレターとリスニングで13億人とつながるインド英語を学ぶ』SHARMA Anamika 共著. 三修社, 2021.5

### 翻訳
- ロビンズ・バーリング『言語と文化 言語人類学の視点から』高原脩共訳. ミネルヴァ書房, 1974
- リチャード・ブリッジマン『アメリカ小説の文体 口語の系譜』月地弘志共訳. 文理・大学事業部, 1976
- アーヴィング・ゴッフマン『ゴッフマンの社会学 4　集まりの構造 新しい日常行動論を求めて』丸木恵祐共訳 誠信書房, 1980.12
- W.フォン・ラフラー=エンゲル編著『ノンバーバル・コミュニケーション ことばによらない伝達』井手祥子・谷林真理子共編訳 大修館書店, 1981.5
- J.S.ニーマン, C.G.シルバー『英米タブー表現辞典』鈴木紀之共訳. 大修館書店, 1988.5
- W.フォン・ラフラー=エンゲル『胎児は学ぶ』加藤三保子共編訳. 大修館書店, 1993.11
- リチャード・レドラー『クレージー・イングリッシュ』鈴木紀之共訳. 大修館書店, 1993.6
- ジェイムズ・クローフォード『移民社会アメリカの言語事情 英語第一主義と二言語主義の戦い』ジャパンタイムズ, 1994.10
- ロナルド・ウォードハフ『社会言語学入門』田部滋共監訳. リーベル出版, 1994.
- R.A.パルマティア, H.L.レイ『スポーツからきた英語表現辞典』鈴木紀之共編訳. 大修館書店, 1997.3
- OECD教育研究革新センター編著『グローバル化と言語能力 自己と他者、そして世界をどうみるか』監訳, 徳永優子,稲田智子, 来田誠一郎, 定延由紀, 西村美由起,矢倉美登里訳. 明石書店, 2015.10